# Trzy Wzgórza
Rodzinny Park Rozrywki Trzy Wzgórza – park i miejsce rekreacyjno-sportowe w Wodzisławiu Śląskim w dzielnicy Trzy Wzgórza. Park położony jest na wzgórzach pomiędzy osiedlami XXX-lecia, Piastów i Dąbrówki. Budowany w latach 2012-2015 obiekt, został oddany do użytku 26 lipca 2015 r.

## Atrakcje
Sam park ma powierzchnię 24 hektarów. Znajduje się tu kilkadziesiąt obiektów, w tym m.in.: kompleks boisk sportowych, arena do zabawy w chowanego (pow. 7,5 tys. metrów kwadratowych), park linowy, miejsca do grillowania, boisko do gry w bule, tor dla modeli zdalnie sterowanych, labirynt, tor do kręgli, tor do gry w kapsle, skate park, górka saneczkowa, ogródki jordanowskie, tor rowerowy racingowy BMX, boiska do gier zespołowych, olbrzymi plac zabaw oraz linarium jedno z najwyższych w Polsce o rozpiętości 30 metrów. W parku wybudowano również 12-osobową chatę solankową (z solą himalajską, kłodawską oraz mini tężnią).

### Ścieżki rekreacyjno-sportowe
Na park składa się kilkanaście kilometrów ścieżek pieszych i rowerowych, których łączna powierzchnia wynosi 31 113 metrów kwadratowych, oraz pięć specjalnych tras.
Czerwona trasa rowerowa (główny szlak spacerowo-rowerowy), wraz z żółtą trasą pieszą, ma długość około trzech kilometrów. Trasa piesza liczy 2500 metrów, zaś najbardziej ekstremalna gruntowa ścieżka rowerowa ma długość 2200 metrów. Ścieżka zdrowotna (fioletowa), liczy ok. 2 km i 17 stanowisk do ćwiczeń. Specjalna trasa biathlonowa liczy ponad kilometr długości. W 2018 r. otwarto  640-metrową ścieżkę pieszo-rowerową łączącą park ze Starym Miastem.
Trasy w Rodzinnym Parku Rozrywki Trzy Wzgórza:
| Trasa     | Długość trasy            | Przeznaczenie     |
| --------- | ------------------------ | ----------------- |
| Czerwona  | 3 000 m.                 | rowerowa          |
| Żółta     | 2 500 m.                 | piesza            |
| Czarna    | 2 200 m.                 | rowerowa/gruntowa |
| Fioletowa | 2 300 m.                 | zdrowotna         |
| Niebieska | 1 000 m. (pętla 1790 m.) | biathlonowa       |

### Biathlonowy Ośrodek Szkolenia Sportowego Młodzieży (BOSSM)
Władze Wodzisławia Śląskiego podpisały umowę z Polskim Związkiem Biathlonu na wykorzystanie przez zawodników zrzeszonych w PZBiath. ścieżek na terenie parku w ramach treningów w okresie zimowym i letnim. W niedalekiej przyszłości na terenie Rodzinnego Parku Rozrywki "Trzy Wzgórza" planowane jest powstanie Centrum Szkolenia Biathlonistów. Od 2017 roku, działa Biathlonowy Ośrodek Szkolenia Sportowego Młodzieży w Wodzisławiu Śląskim, a zawodnicy klubów zrzeszonych w PZBiath. korzystają m.in. ze strzelnicy laserowej i tras biegowych oraz zaplecza noclegowego w BOSSM na osiedlu Piastów. Planowane są dalsze inwestycje w infrastrukturę BOSSM Wodzisław Śląski. Strzelnica została zbudowana na obszarze o łącznej powierzchni ok. 4000 m kw. Pole obiektu składa się m.in. z toru strzeleckiego, stanowisk tarcz strzeleckich, rampy strzeleckiej, stanowisk z matami, miejsc dla trenerów, mediów i sędziów oraz kontenera magazynowo-socjalnego. Strzelnica ma podłoże trawiaste. Rundy karne oraz trasa biegowa mają natomiast podłoże asfaltowe.
Zainteresowanie obiektem wyraził też Polski Związek Narciarski. Prezes PZN Apoloniusz Tajner planuje utworzyć w parku młodzieżowy ośrodek narciarski.

### Amfiteatr Trzy Wzgórza
W parku znajduje się amfiteatr na 800 miejsc. Do dyspozycji gości odwiedzających park jest 150 darmowych miejsc parkingowych. Sam park jest zaliczany do jednych z największych na Śląsku.

## Nazwa
Nazwę parku wybrali internauci, wygrała nazwa „Trzy Wzgórza” – 290 głosów. Inne propozycje nazwania parku: „Zaczarowane jary” – 121 głosów, „Rajski Wąwóz” – 96, „Jar” – 93 i „Rodzinne Wzgórza” – 70 głosów.

## Historia budowy
Pierwszym wykonawcą zostało przedsiębiorstwo Satbud, które rozpoczęło budowę w kwietniu 2012. Początkowo park miał być gotowy jesienią 2013 r. W czerwcu 2013 r. firma wykonawcza zeszła z placu budowy.
Kolejny wykonawca wyłoniony we wrześniu 2013 konsorcjum przedsiębiorstw: Przedsiębiorstwo Budowlane Silesia Constructions oraz Zakład Budowlany inż. Henryk Król miał ukończyć zadanie do sierpnia 2014 r. W listopadzie 2014 r. kolejny wykonawca zbankrutował i zszedł z placu budowy. Ostatecznie inwestycja podzielona została na kilka mniejszych osobnych zadań, które wykonawcy ukończyli latem 2015 r. Park został oddany do użytku 26 lipca 2015 r.
W 2021 r. dawną dzielnicę Osiedla XXX Lecia-Piastów-Dąbrówki nazwano podobnie jak park - Trzy Wzgórza.